# Граница Европейского союза

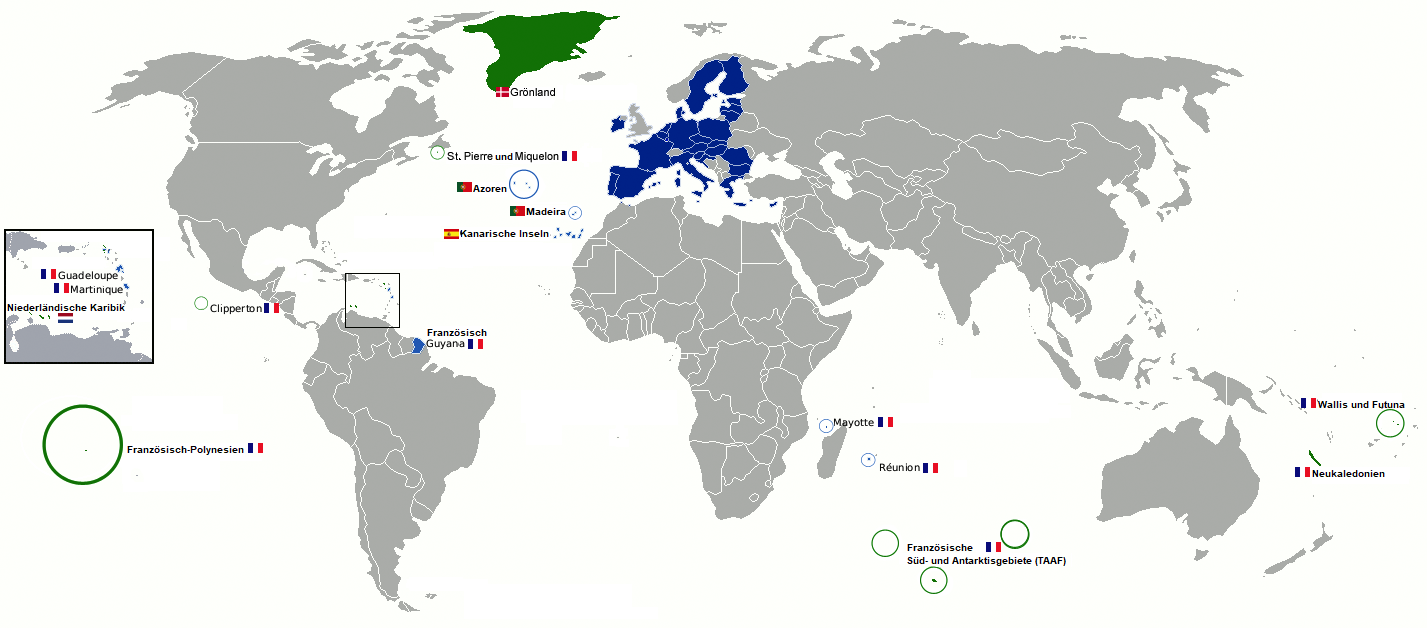
Карта ЕС с заморскими территориями

Карта Европейского союза

Граница Европейского союза — граница, определяющяя пределы государственных территорий (суши, вод, недр и воздушного пространства) государств — членов Европейского союза (ЕС).
Граница ЕC состоит из государственных границ — членов союза с нечленами союза, внутренних границ, и границ особых и заморских территорий государств ЕС. Государства ЕС имеют сухопутные границы с 21 государством, не членом ЕС. Из них в Европе: с Норвегией, Россией, Беларусью, Украиной, Молдовой, Турцией, Албанией, Северной Македонией, Сербией, Боснией и Герцеговиной, Черногорией, Марокко, Швейцарией, Лихтенштейном, Андоррой, Монако, Сан-Марино, Ватиканом и после Brexit — с Великобританией, а также с непризнанным Северным Кипром. В Южной Америке: с Бразилией и Суринамом через Гвиану — заморский департамент Франции.

## Список границ между государствами
- Австро-лихтенштейнская граница (Ш)
- Австро-швейцарская граница (Ш)
- Болгаро-северомакедонская граница
- Болгаро-сербская граница
- Болгаро-турецкая граница
- Граница Хорватии и БиГ
- Хорвато-черногорская граница
- Хорвато-сербская граница
- Эстонско-российская граница
- Финско-норвежская граница (Ш)
- Финско-российская граница
- Франко-андоррская граница
- Франко-бразильская граница (З)
- Франко-великобританская граница (евротоннель)
- Франко-монакская граница (O)
- Граница Франции и Синт-Мартена (З)[1]
- Франко-суринамская граница (З)
- Франко-швейцарская граница (Ш)
- Германо-швейцарская граница (Ш)
- Греко-албанская граница
- Греко-северомакедонская граница
- Греко-турецкая граница
- Венгро-сербская граница
- Венгро-украинская граница
- Ирландско-Великобританская граница
- Граница Италии и Сан-Марино (О)
- Итало-швейцарская граница (Ш)
- Итало-ватиканская граница (О)
- Латвийско-белорусская граница
- Латвийско-российская граница
- Литовско-белорусская граница
- Литовско-российская граница
- Польско-белорусская граница
- Польско-российская граница
- Польско-украинская граница
- Румынско-молдавская граница
- Румынско-сербская граница
- Румынско-украинская граница
- Словацко-украинская граница
- Испано-андоррская граница
- Испано-великобританская граница (З)[2]
- Испано-марокканская граница
- Шведско-новержская граница (Ш)
- Кипро-великобританская граница (О, З)[3]

Пояснения:
- (Ш) — внутренняя граница шенгенской зоны. Пограничный контроль отсутствует, хотя может быть таможенный контроль из-за статуса внешней границы ЕС.
- (О) — открытая граница для карликовых государств, минимальный пограничный контроль.
- (З) — граница особых и заморских территорий стран Европейского союза.

### Границы внешенгенской зоны ЕС
Государства — члены ЕС обязаны вступить в шенгенскую зону в соответствие с acquis communautaire, однако Европарламент и Европейский Совет могут отложить вступление государства в шенгенскую зону. В этом случае шенгенское право действует на государство-члена не полностью, и в государстве сохраняется пограничный режим со странами ЕС.
Подобным статусом обладает Кипр.

### Границы с непризнанными государствами
- Граница Кипра и ТРСК (Зелёная линия)

## Пограничный статус и сотрудничество
В 2004 году Европейский союз принял европейскую политику соседства (ЕПС), продвигающую развитие сотрудничества между ЕС и его соседями на востоке и юге европейской территории ЕС (то есть исключая особые и заморские территории). ЕПС частично включает в себя исполнение программы трансграничного сотрудничества, направленной на содействие экономическому развитию в приграничных районах и обеспечение безопасности границ.